# Ken Duff
Ken Duff (31 december 1941) is een voormalig Australian footballer die uitkwam voor Footscray in de Victorian Football League (VFL).
Duff, die als een forward (aanvaller) begon, begon tijdens ronde 7 van het seizoen van 1961 bij de Australische club Footscray. Hij speelde in alle andere wedstrijden van de rest van het seizoen. Hij was de negentiende man voor Footscray in de VFL Grand Final van 1961. Hoewel hij die dag samen met zijn team verloor, deed Duff wel mee met Footscray tijdens de voorcompetities van 1963 en 1964.
In de jaren daarna speelde Duff als een verdediger (ruck-rover). In 1964 speelde hij in zeventien van de achttien wedstrijden. Tijdens het seizoen van 1965 zat Duff opnieuw bij de selectie van Footscray, maar in het seizoen van 1966 was hij opnieuw van de lijst verdwenen.